# Купер, Морт
Мортон Сесил Купер (англ. Morton Cecil Cooper; 2 марта 1913, Атертон, Миссури — 17 ноября 1958, Литл-Рок, Арканзас) — американский бейсболист, питчер. Выступал в Главной лиге бейсбола с 1938 по 1949 год. Большую часть карьеры провёл в составе клуба «Сент-Луис Кардиналс». Двукратный победитель Мировой серии. Самый ценный игрок Национальной лиги по итогам сезона 1942 года. Четыре раза принимал участие в Матче всех звёзд лиги. Член клубного Зала славы «Кардиналс».

## Биография

### Ранние годы и начало карьеры
Мортон Сесил Купер родился 2 марта 1913 года в Атертоне, фермерском городке недалеко от Канзас-Сити. Он был вторым из шести детей в семье Роберта и Верн Куперов. Один из его братьев, Уокер Купер, также стал профессиональным бейсболистом.
В бейсбол Купер начинал играть на месте кэтчера, но после травмы руки сменил амплуа и стал питчером. Он учился в старшей школе имени Уильяма Крисмана в Индепенденсе, но бросил её, чтобы работать на стройке. В те годы он играл за одну из команд в Лиге Американского легиона в Канзас-Сити. Тренером команды был бывший игрок Главной лиги бейсбола Ад Бреннан. По его рекомендации весной 1933 года Купер подписал контракт с клубом Американской ассоциации «Канзас-Сити Блюз». В своём дебютном сезоне в профессиональном бейсболе он выступал за «Де-Мойн Демонс», «Маскоги Ойлерз» и «Спрингфилд Кардиналс». Последняя из команд была фарм-клубом «Сент-Луиса», генеральный менеджер которого Бранч Рикки также пригласил и его брата Уокера.

### Сент-Луис Кардиналс
В 1934 году Купер провёл на поле 185 иннингов в составах «Элмиры Ред Уингз» и «Коламбус Редбердс». Он испытывал трудности с контролем подачи, за сезон допустив 128 уоков. После окончания сезона он попал в автомобильную аварию, получив несколько переломов. Несмотря на последствия травм, в 1935 году Купер сыграл 101 иннинг в составе «Коламбуса», одержав шесть побед при семи поражениях. Там же он выступал в сезоне 1936 года, улучшив контроль подачи и повысив скорость фастбола. После окончания чемпионата «Кардиналс» выкупили его контракт.
Весной 1937 года он провёл предсезонные сборы с основным составом. Главный тренер «Кардиналс» Фрэнки Фриш оценил его фастбол, но в стартовую ротацию Купер в итоге не вошёл из-за болей в локте. Сезон он отыграл за «Коламбус», одержав тринадцать побед при тринадцати поражениях с пропускаемостью 4,10. Команда вышла в младшую Мировую серию, где в семи матчах проиграла «Ньюарку». Неудачная игра в финале привела к тому, что перед стартом следующего сезона Купера отправили в «Хьюстон Баффалос» из Техасской лиги.
В «Хьюстоне» Купер раскрылся и стал лидером лиги по количеству сыгранных иннингов и сделанных страйкаутов. В играх чемпионата он одержал тринадцать побед, а по его ходу провёл серию из 34 иннингов подряд без пропущенных очков. При этом Купер не скрывал намерения пробиться в состав «Сент-Луиса» и в августе отказался играть за «Баффалос», сославшись на боли в руке. Руководство клуба отстранило его от работы, но в сентябре Бранч Рикки вызвал Купера в «Кардиналс», чтобы заменить травмированного Диззи Дина. До конца чемпионата 1938 года он сыграл в четырёх матчах, одержав две победы и потерпев одно поражение.

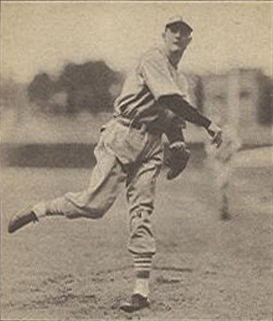
Купер в игре за «Кардиналс» в 1940 году.

В первом полном сезоне в лиге Купер выходил на поле стартовым питчером и реливером. До перерыва на Матч всех звёзд он испытывал проблемы, но затем закрепился в стартовой ротации и завершил чемпионат в статусе одного из лучших новичков в лиге. Всего он одержал двенадцать побед, потерпев шесть поражений. В 1940 году Купер тоже играл нестабильно, хотя провёл на поле 230 2/3 иннингов и шестнадцать полных игр. Часть сезона 1941 года он пропустил из-за операции по удалению костных шпор и возобновившихся болей в локте. 

#### Победы в Мировой серии
Весной 1942 года проблемы со здоровьем Купера вызывали опасения в том, что он сможет продолжать бросать фастбол с высокой скоростью. Они не подтвердились, а июнь стал лучшим месяцем в его карьере. Купер сыграл семь матчей, шесть из которых стали полными играми, одержал семь побед, а его пропускаемость составила 0,72. Ещё девять полных игр он провёл в последние шесть недель сезона. Благодаря игре Купера и остальных питчеров команды, суммарный показатель ERA которых составил рекордные 2,55, «Кардиналс» одержали 106 побед и выиграли чемпионат Национальной лиги. Сам он в регулярном чемпионате одержал двадцать две победы при показателе пропускаемости 1,78, и был признан Самым ценным игроком Национальной лиги. В Мировой серии, которую «Сент-Луис» выиграл у «Нью-Йорк Янкис» со счётом 4:1, Купер сыграл неудачно, пропустив семнадцать хитов и десять ранов в двух играх.
В 1943 году «Кардиналс» снова выиграли Национальную лигу, но стать чемпионами второй раз подряд не сумели. По итогам регулярного чемпионата Купер стал лучшим в лиге по числу побед и занял второе место по показателю ERA, числу полных игр и сделанных страйкаутов. При этом он играл с болями в руке и открыто говорил, что во время матчей жевал обезболивающие таблетки. В Мировой серии «Сент-Луис» проиграл «Янкис» 1:4. Купер одержал единственную победу своей команды, хотя за несколько часов до выхода на поле узнал о смерти отца.
Регулярный чемпионат 1944 года он завершил с двадцатью двумя победами, повторив личный рекорд. «Кардиналс» в третий раз подряд выиграли более ста матчей и стали победителями Национальной лиги. В Мировой серии команда в шести матчах обыграла соседей из «Браунс». Купер сыграл в двух матчах финала, потерпев поражение в первой игре и выиграв пятую.

### Заключительный этап карьеры
Весной 1945 года Купер вместе с братом пригрозил владельцу клуба Сэму Бридону бойкотом игр, требуя повышения зарплаты. В итоге он подписал контракт с зарплатой 12 тысяч долларов, хотя позднее выяснилось, что Бридон обманул его, сославшись на федеральный закон о стабилизации заработной платы. В конце мая клуб обменял его в «Бостон Брэйвз» на питчера Реда Барретта и денежную компенсацию. В новой команде Купер начал с побед в трёх полных играх, но затем его эффективность снизилась. В августе ему снова сделали операцию по удалению костных шпор. В 1946 году он выиграл тринадцать матчей регулярного чемпионата, хотя до его старта были опасения, что Куперу придётся завершить карьеру.
После многообещающего сезона на весенние сборы в 1947 году Купер приехал с лишним весом. В составе Бостона он вышел на поле в десяти матчах, а затем его обменяли в «Нью-Йорк Джайентс». Уже после перехода он перенёс третью операцию на локте, а сезон для него завершился с тремя победами при десяти поражениях. Весной 1948 года Купер объявил о своём уходе из команды. К этому моменту крах потерпела и его личная жизнь. Бракоразводный процесс Купера проходил публично, он растратил все сбережения и не мог выплачивать алименты. У него были проблемы с алкоголем. Осенью 1948 года его арестовали в Сент-Луисе при попытке расплатиться поддельными чеками. От тюрьмы его спас Сэм Бриден, внёсший залог в размере двух тысяч долларов.
Бридон оказал Куперу и ещё одну услугу. В 1949 году по его просьбе владелец «Чикаго Кабс» Филип Ригли пригласил игрока в команду. В мае Купер сыграл в своём единственном матче за «Кабс», ставшим для него последним в Главной лиге бейсбола. Через неделю после этого он был отчислен.

### После бейсбола
Закончив играть, Купер снова быстро растратил имеющиеся деньги. К этому моменту он женился в третий раз и переехал в Хьюстон. Там он работал тренером в бейсбольных лагерях, некоторое время занимался поиском игроков для Кардиналс, управлял баром и был ночным сторожем. В 1958 году во время туристической поездки Купер был госпитализирован в больницу в Литл-Роке в штате Арканзас. Ему диагностировали цирроз печени, пневмонию, диабет и стафилококковую инфекцию. В больнице он провёл три недели и скончался 17 ноября 1958 года в возрасте 45 лет.
В апреле 2019 года Морт Купер был посмертно избран в клубный Зал славы «Сент-Луис Кардиналс».